# Henry G. Saperstein
Henry Gahagen "Hank" Saperstein (Chicago em 2 de junho de 1918 - Beverly Hills, 24 de junho de 1998) foi um produtor e distribuidor de filmes americano.

## Biografia
Filho de Aaron Saperstein e Beatrice Pearl Saperstein, o pai de Henry possuía cinco cinemas independentes em Chicago. Henry foi educado na Universidade de Chicago, onde se formou em matemática. Quando Henry tinha 20 anos, seu pai morreu, o que o levou a abandonar a escola para dirigir os cinemas. Com o boom da guerra no cinema, Henry comprou mais cinemas em 1943.
Sentindo o fim da participação no cinema e a ascensão da televisão, Saperstein adquiriu os direitos de vários Westerns, apresentando os desenhos de Gene Autry e Hopalong Cassidy e Walter Lantz para sua Hollywood Toy Television Corporation, uma empresa de Chicago, uma televisão elétrica de brinquedo que exibia desenhos animados de seis minutos ou sequências de filmes.
Ele se mudou para Hollywood em 1955 como presidente da Television Personalities Inc, que se especializaram no tie-in de merchandising negócios para personagens de televisão como The Life and Legend of Wyatt Earp, The Lone Ranger, Lassie e O Roy Rogers Show. Ele trabalhou com o coronel Tom Parker como agente de licenciamento de Elvis Presley, além de criar e vender mercadorias licenciadas para outras estrelas, como Debbie Reynolds, Rosemary Clooney, Chubby Checker e Three Stooges.
Henry Saperstein produziu programas de televisão de esportes como Championship Bowling (1958–60) e All Star Golf (1958-62), bem como o programa infantil de televisão Ding Dong School, que começou em Chicago.

## UPA
Saperstein comprou o estúdio da UPA (United Productions of America) de seu co-fundador, Stephen Bosustow, em 1960, após o lançamento malsucedido do longa-metragem 1001 Arabian Nights (1959), do Sr. Magoo. Através de seu estúdio na UPA, Saperstein reduziu a produção de filmes industriais e produziu a bem-sucedida série de televisão Mister Magoo. Ele o acompanhou no The Dick Tracy Show, que trouxe a popularidade da série de TV Os Intocáveis para crianças com uma série de merchandising. Bosustow achava que Saperstein comprara principalmente o estúdio para explorar o merchandising de Magoo.
Saperstein produziu o especial de televisão Christmas Carol (1962), de Mister Magoo, e as séries de televisão The Famous Adventures of Mr. Magoo (1964-65), que ele gerou, bem como o filme de animação Gay Purr-ee (1962).

## Toho American releases
Na UPA, Saperstein foi abordado por profissionais de marketing que procuravam filmes de monstros para as telas de cinema. Saperstein se reuniu com a Motion Picture Association of America para descobrir qual empresa fez o maior número de filmes monstruosos. Foi-lhe dito que os mais prolíficos eram os Hammer Studios na Inglaterra e os Toho Studios no Japão. Como Hammer já tinha distribuidores americanos, Saperstein estabeleceu um relacionamento com Toho e providenciou para que os atores americanos aparecessem em filmes como Invasion of Astro-Monster e Frankenstein Conquers the World (ambos com Nick Adams) e The War of the Gargantuas (com Russ Tamblyn).
Durante a mania de espiões, em meados dos anos 60, Saperstein adquiriu os direitos de um filme japonês do tipo James Bond Kokusai himitsu keisatsu: Kagi no kagi. Quando as audiências americanas riram do filme, Saperstein teve a ideia de contratar o comediante Lenny Bruce para escrever um diálogo alternativo de comédia para o filme, para um grupo de atores que dublaria os atores originais. Quando Bruce recusou o projeto, Saperstein contratou Woody Allen para o projeto originalmente destinado a ser um especial de televisão, mas foi expandido para lançamento no cinema com estofamento pelo grupo musical The Lovin 'Spoonful. O filme resultante seria intitulado "What's Up, Tiger Lily?".
Ele continuou a produzir uma variedade de filmes e programas de televisão, como The T.A.M.I. Show, e foi produtor executivo do longa-metragem Hell in the Pacific, de 1968.

## Morte
Ele morreu de câncer em Los Angeles em 24 de junho de 1998 aos 80 anos.